# Долнокартлийска равнина
Долнокартлийска равнина или Долнокарталинска равнина на грузински: ქვემო ქართლის ვაკე; на руски: Нижнекартлийская равнина) е равнина в южната част на Грузия.
Разположена е между хребетите Триалетски на север и Сомхетски на юг, южно от столицата Тбилиси. Обхваща основно долините на реките Храми и Алгети (десни притоци на Кура) и част от левия бряг на Кура в района на град Рустави, т.нар. Караязка степ. Дължина от запад на изток 65 km, ширина до 35 km. надморската височина варира от 250 m в долината на Кура до 400 m на запад. Изградена е от алувиални и алувиално-пролувиални наслаги.
Силно е развито лозарството и овощарството. В равнината са разположени множества населени места, в т.ч. градовете Рустави и Гардабани на изток, Марнеули в средата, Болниси и Тетри Цкаро на запад